# IV. regionalna nogometna liga Karlovac – Sisak – Gospić 1983./84.
IV. regionalna nogometna liga Karlovac – Sisak – Gospić je bila liga četvrtog stupnja nogometnog prvenstva Jugoslavije u sezoni 1983./84. 
  
Sudjelovalo je 14 klubova, a prvak je bio klub "Ilovac" iz Karlovca. 
 
Reorganizacijom ligaškog natjecanja od sezone 1983./84., ova liga je sljednik dotadašnje IV. zone Karlovac – Sisak – Gospić. 

## Sustav natjecanja
14 klubova je igralo dvokružnu ligu (26 kola). 

## Ljestvica
| mj. | klub                                   | ut. | pob. | ner. | por. | gol+ | gol- | bod     |
| --- | -------------------------------------- | --- | ---- | ---- | ---- | ---- | ---- | ------- |
| 1.  | Ilovac Karlovac                        | 26  | 16   | 9    | 1    | 65   | 19   | 41      |
| 2.  | Gavrilović Petrinja                    | 26  | 15   | 7    | 4    | 76   | 22   | 37      |
| 3.  | Lika Lički Osik                        | 26  | 15   | 3    | 8    | 56   | 34   | 33      |
| 4.  | Ivo Lola Ribar (Karlovac – Mostanje)   | 26  | 13   | 4    | 9    | 45   | 38   | 30      |
| 5.  | BSK Budaševo                           | 26  | 12   | 5    | 9    | 56   | 32   | 29      |
| 6.  | Galdovo Sisak                          | 26  | 9    | 11   | 6    | 33   | 30   | 29 (-1) |
| 7.  | Krbava Udbina                          | 26  | 10   | 6    | 10   | 35   | 35   | 26      |
| 8.  | Duga Resa                              | 26  | 9    | 8    | 9    | 42   | 48   | 26      |
| 9.  | Banija Glina                           | 26  | 9    | 6    | 11   | 29   | 43   | 24      |
| 10. | Jedinstvo Vrginmost                    | 26  | 10   | 4    | 12   | 35   | 58   | 24 (-1) |
| 11. | Partizan Bosanska Kostajnica           | 26  | 9    | 6    | 11   | 38   | 43   | 22      |
| 12. | Partizan Titova Korenica               | 26  | 8    | 4    | 14   | 33   | 59   | 20      |
| 13. | Vatrogasac (Karlovac – Gornje Mekušje) | 26  | 5    | 4    | 17   | 39   | 67   | 14      |
| 14. | Mladost Kostajnica                     | 26  | 2    | 3    | 21   | 13   | 67   | 6       |

- "Partizan" iz Bosanske Kostajnice – klub iz Bosne i Hercegovine
- Kostajnica – tadašnji naziv za Hrvatsku Kostajnicu
- Titova Korenica – tadašnji naziv za Korenicu

## Rezultatska križaljka
| kratica | klub                                   | BAN | BSK | DUR | GAL | GAV | ILO | IVLR | JED | KRB | LIKA | MLA | PARBK | PARTK | VAT |
| --- | -------------------------------------- | --- | --- | --- | --- | --- | --- | ---- | --- | --- | ---- | --- | ----- | ----- | --- |
| BAN | Banija Glina                           |     |     |     |     |     |     |      |     |     |      |     |       |       |     |
| BSK | BSK Budaševo                           |     |     |     |     |     |     |      |     |     |      |     |       |       |     |
| DUR | Duga Resa                              |     |     |     |     |     |     |      |     |     |      |     |       |       |     |
| GAL | Galdovo Sisak                          |     |     |     |     |     |     |      |     |     |      |     |       |       |     |
| GAV | Gavrilović Petrinja                    |     |     |     |     |     |     |      |     |     |      |     |       |       |     |
| ILO | Ilovac Karlovac                        |     |     |     |     |     |     |      |     |     |      |     |       |       |     |
| IVLR | Ivo Lola Ribar (Karlovac – Mostanje)   |     |     |     |     |     |     |      |     |     |      |     |       |       |     |
| JED | Jedinstvo Vrginmost                    |     |     |     |     |     |     |      |     |     |      |     |       |       |     |
| KRB | Krbava Udbina                          |     |     |     |     |     |     |      |     |     |      |     |       |       |     |
| LIKA | Lika Lički Osik                        |     |     |     |     |     |     |      |     |     |      |     |       |       |     |
| MLA | Mladost Kostajnica                     |     |     |     |     |     |     |      |     |     |      |     |       |       |     |
| PARBK | Partizan Bosanska Kostajnica           |     |     |     |     |     |     |      |     |     |      |     |       |       |     |
| PARTK | Partizan Titova Korenica               |     |     |     |     |     |     |      |     |     |      |     |       |       |     |
| VAT | Vatrogasac (Karlovac – Gornje Mekušje) |     |     |     |     |     |     |      |     |     |      |     |       |       |     |
| |                                        |     |     |     |     |     |     |      |     |     |      |     |       |       |     |
| podebljan rezultat - utakmice od 1. do 13. kola (1. utakmica između klubova) rezultat normalne debljine - utakmice od 14. do 26. kola (2. utakmica između klubova) rezultat nakošen - nije vidljiv redoslijed odigravanja međusobnih utakmica iz dostupnih izvora rezultat smanjen * - iz dostupnih izvora nije uočljiv domaćin susreta prekrižen rezultat - poništena ili brisana utakmica p - utakmica prekinuta 3:0 p.f. / 0:3 p.f. - rezultat 3:0 bez borbe n.i. - nije igrano |                                        |     |     |     |     |     |     |      |     |     |      |     |       |       |     |

 Izvori: